# Jarząb mączny

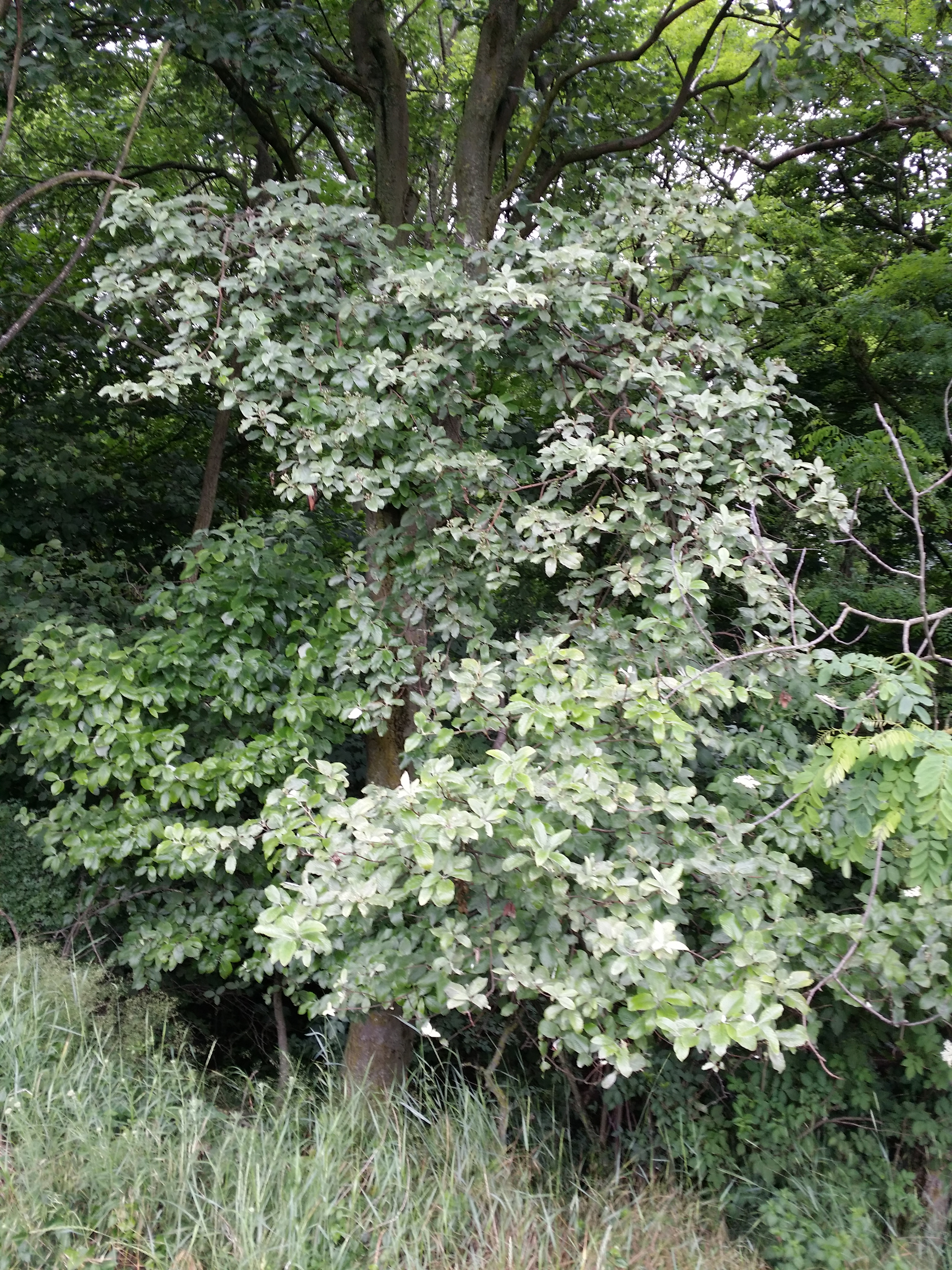
Pokrój

Jarząb mączny, syn. mąkinia (Sorbus aria Crantz) – gatunek rośliny wieloletniej należący do rodziny różowatych (Rosaceae). Występuje w stanie dzikim w Europie, z wyjątkiem niektórych części na południowym wschodzie, na Kaukazie, w Makaronezji i Afryce Północnej. W Polsce występuje w reglu dolnym w Karkonoszach, Tatrach i w Pieninach, rzadko na niżu.

## Morfologia
PokrójKrzew lub drzewo o wysokości od 3 do 15 m. Forma wzrostu zmienna. Gałęzie tworzą często nieregularne, szerokie korony.
Pień, pędyPosiada często wiele pni. Kora ciemnoszara, gładka, płytko bruzdkowana. Czerwonobrunatne gałązki oraz pączki okryte są pajęczynowatym, białym i łatwo ścierającym się filcem. Pędy skrócone wyraźne.
LiściePodłużnoeliptyczne do jajowatych, nie podzielone, a tylko pierzastoklapowane, na ogonkach. Z wierzchu błyszcząco ciemnozielone, spodem gęsto owłosione białym kutnerem. Na brzegu nieregularnie podwójnie piłkowane. Mają długość 6-12 cm.

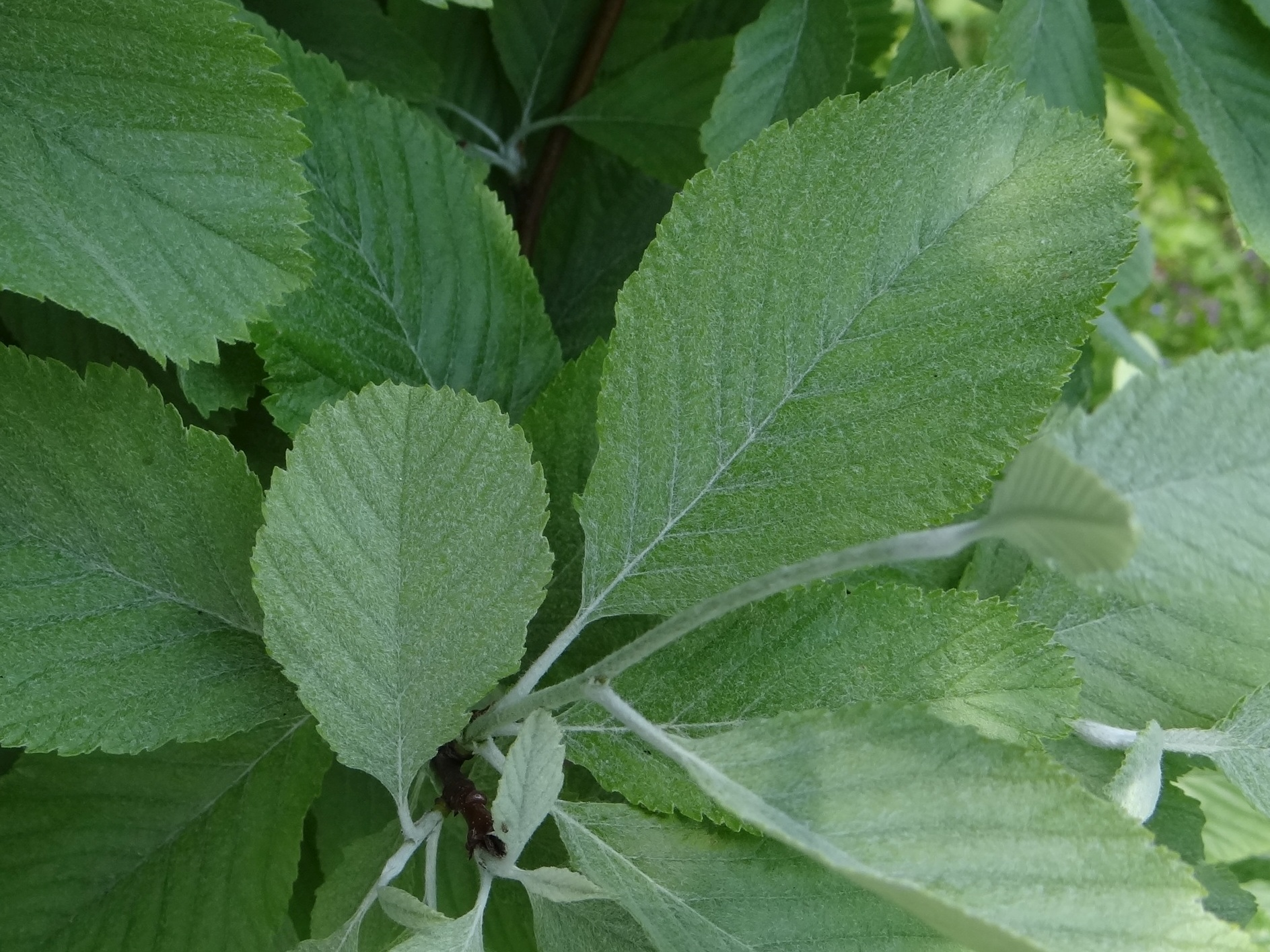
Wierzchnia strona liści
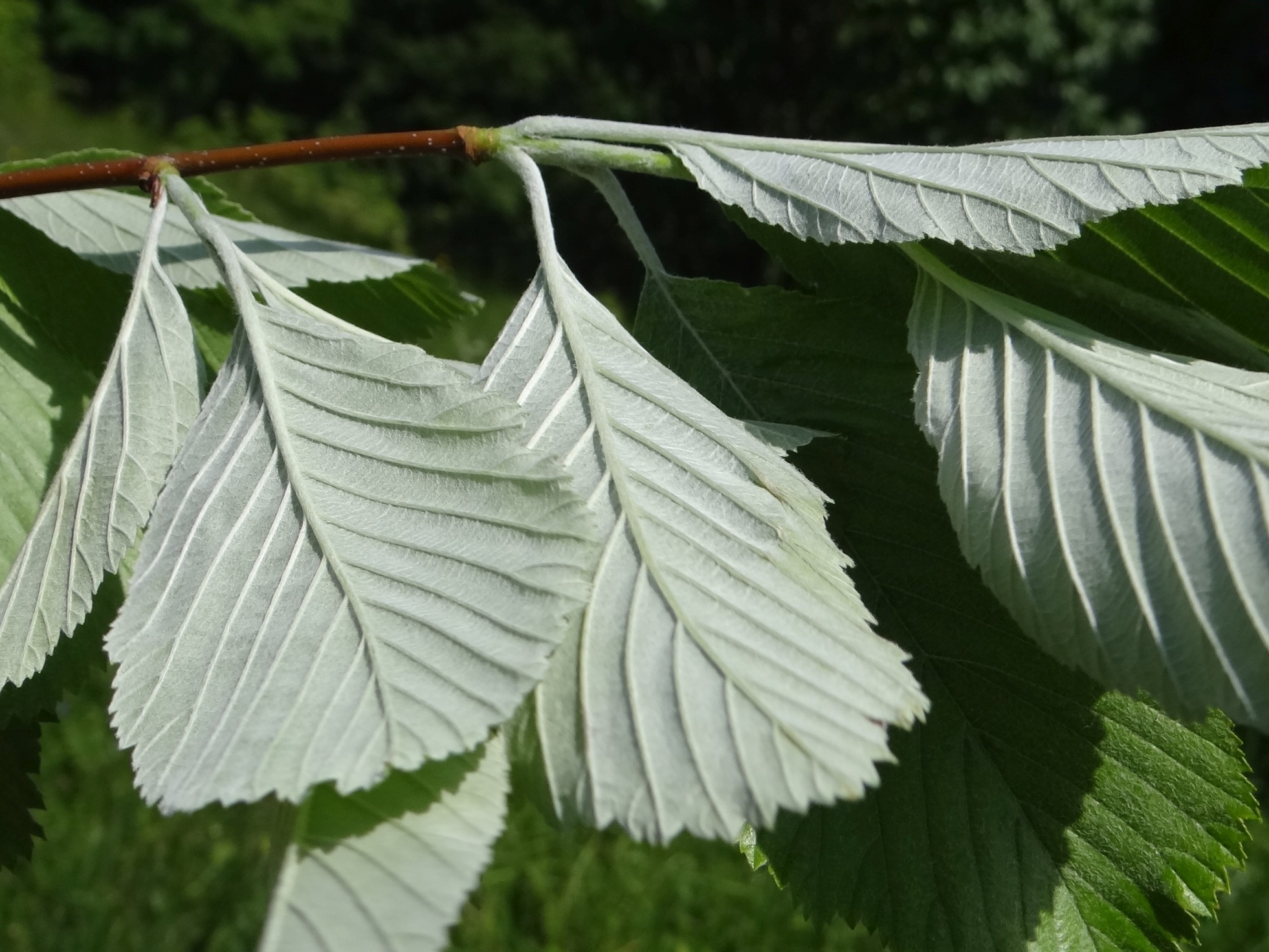
Spodnia strona liści

KwiatyBiałe, dość duże, zebrane w płaskie wiechy. Mają odwrotnie jajowate płatki korony, owłosione od środka, przy nasadzie.
OwoceTzw. owoc pozorny. Jest żółtawoczerwony lub szkarłatny, mniej więcej kulisty, o długości do 2 cm.

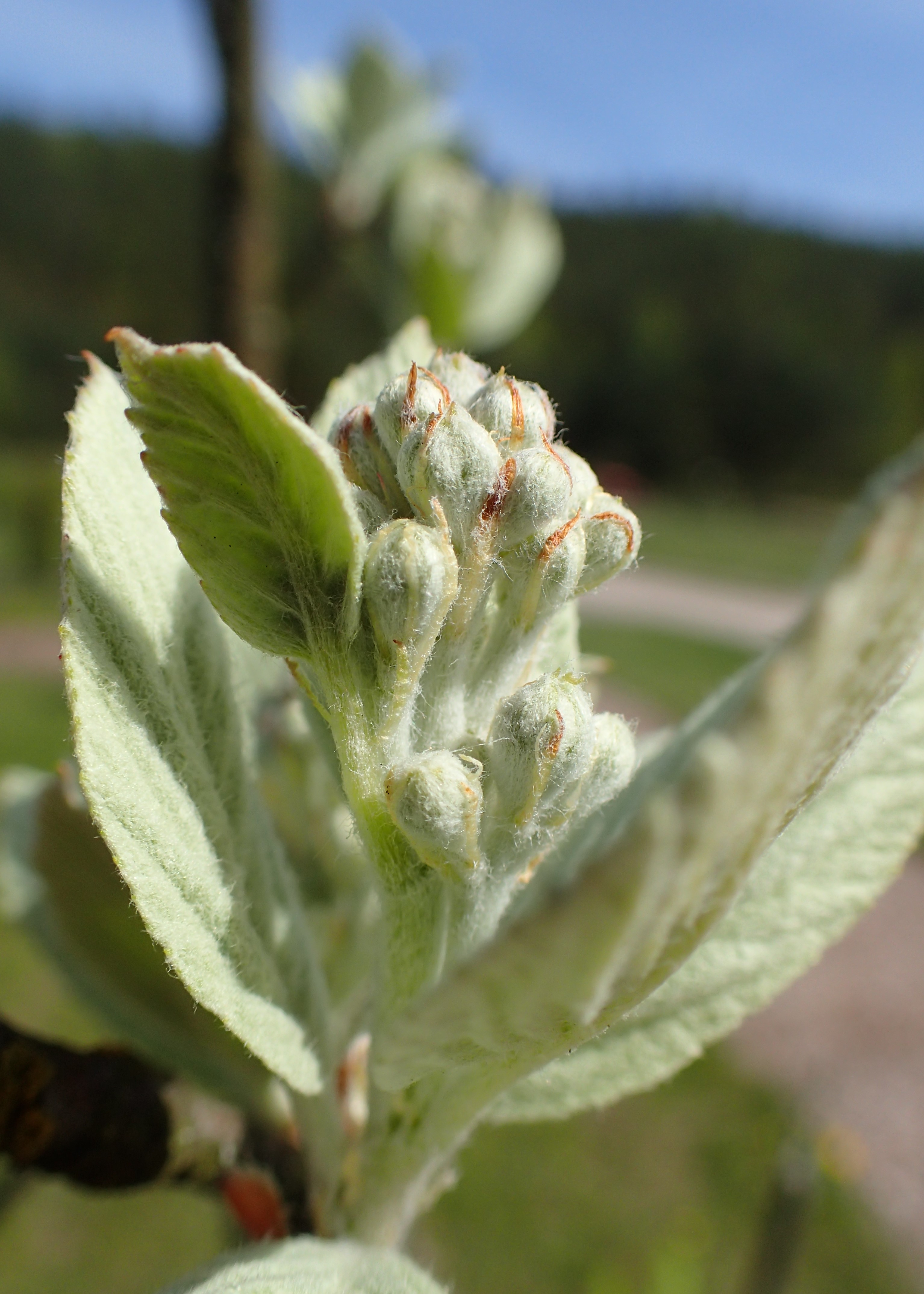
Pąki kwiatowe
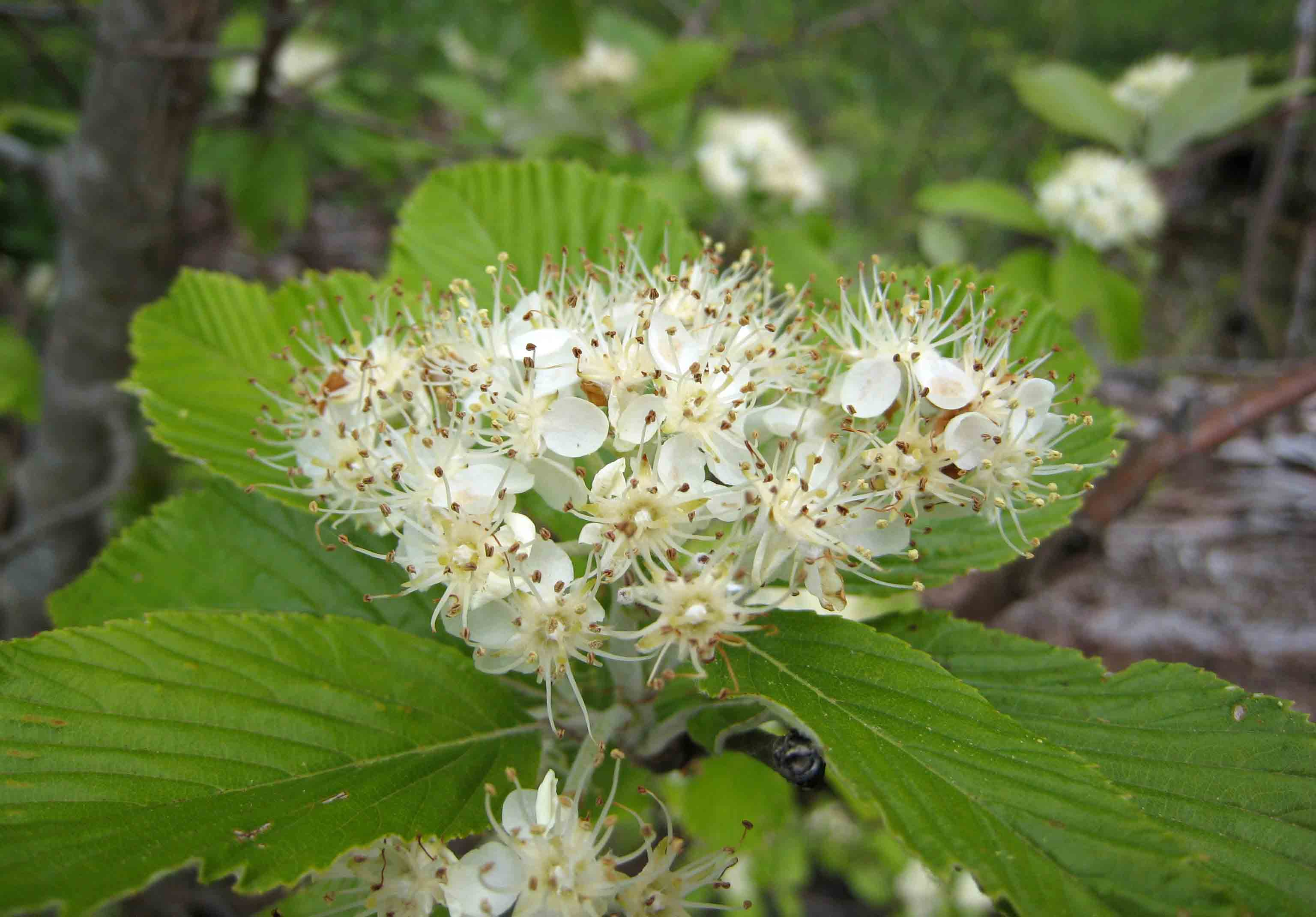
Kwiaty
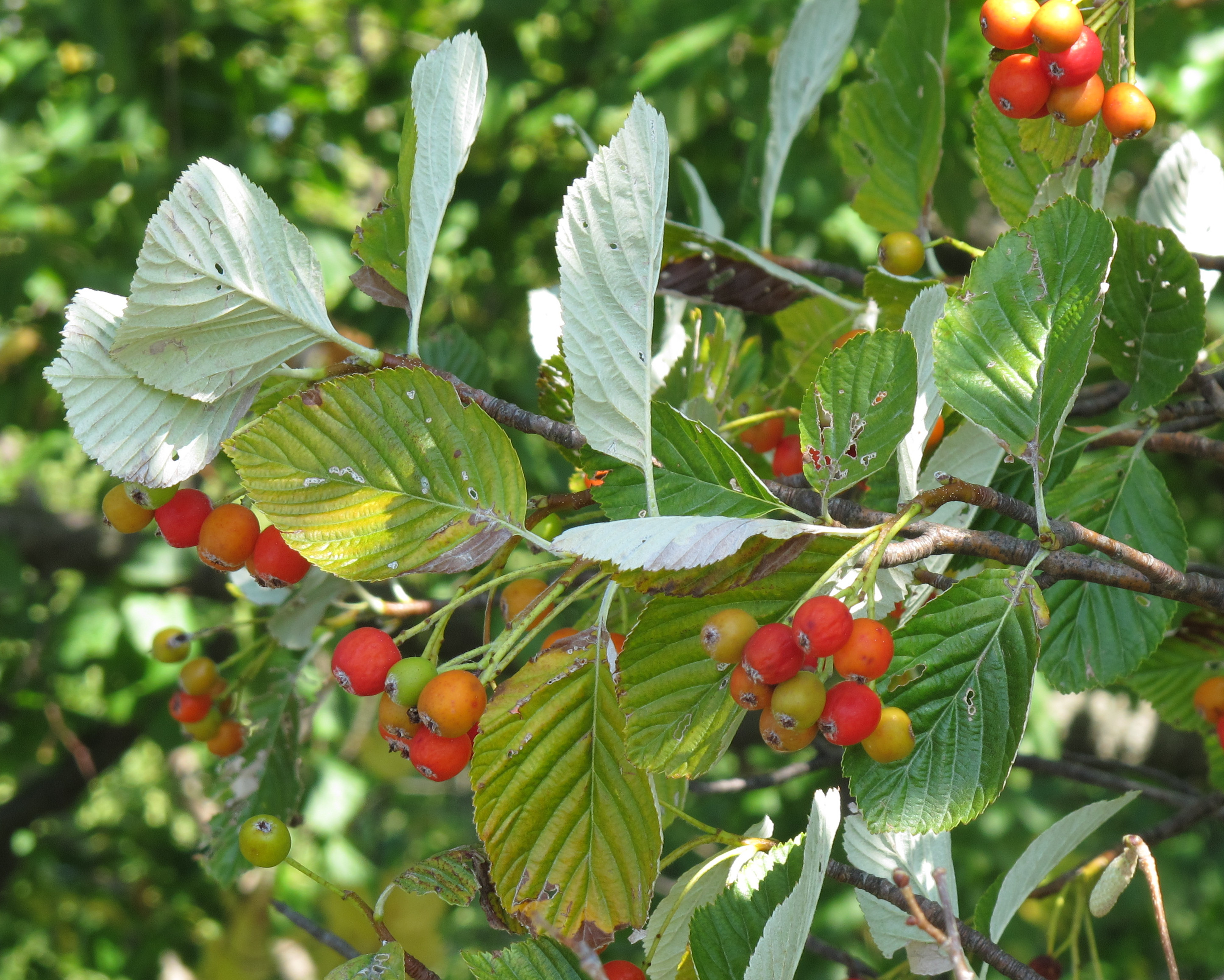
Owoce

## Biologia i ekologia
RozwójMegafanerofit. Kwitnie w maju i czerwcu. Okres owocowania zaczyna się w sierpniu. Rozmnaża się za pomocą nasion, które są rozprzestrzeniane za pośrednictwem ptaków (ornitochoria).
SiedliskoLasy, brzegi lasów, skaliste zbocza, gleby płytkie, gliniaste i kamieniste, podłoże wapienne.
FitosocjologiaGatunek charakterystyczny dla rzędu (O.) Quercetalia pubescenti-petraeae.
GenetykaLiczba chromosomów 2n= 34

## Zastosowanie
- Roślina ozdobna: często sadzona wzdłuż dróg i ulic. Wyróżnia się charakterystycznym srebrzystym zabarwieniem młodych liści. Jest wytrzymały na suszę, dobrze znosi zanieczyszczenia powietrza i nie ma specjalnych wymagań co do gleby[7].
- Sztuka kulinarna: owoce mdłe, o mącznym smaku, więc rzadko spożywane przez ludzi. Dawniej wysuszone i zmielone używano jako dodatek do wypieków[8].
- Owoce są używane jako karma dla ptaków.
- Drewno nadaje się na wyroby stolarskie[8].

## Systematyka i zmienność
- Synonimy[4]: Crataegus aria L., Hahnia aria var. majestica Dippel, Pyrus aria (L.) Ehrh., Pyrus aria subsp. rupicola Syme, Sorbus aria f. aurea (Hesse ex Rehder) Rehder, Sorbus aria var. decaisneana (Lavallée) Rehder, Sorbus aria var. majestica (Dippel) C. K. Schneid., Sorbus aria var. salicifolia Myrin, Sorbus rupicola (Syme) Hedl.
- Tworzy mieszańce z gruszą pospolitą, jarzębem brekinia, j. pospolitym, j. szwedzkim i j. nieszpułkowym[9].